# PSOLA
PSOLA (afkorting voor Pitch Synchronous Overlap Add Method) is een algoritme, dat veel gebruikt wordt binnen het kader van de spraaksynthese. Het doel is het produceren van gesynthetiseerde spraak die zo natuurlijk mogelijk aandoet. Net als bij verwante technieken zoals MBROLA wordt er bij PSOLA veel gebruikgemaakt van difonen.
De techniek bestaat uit het met behulp van de overlap-add methode de toonhoogte beïnvloeden van een spraaksignaal, zonder hierbij iets aan de duur van het signaal te veranderen. De bijbehorende golfvorm wordt opgedeeld in kleinere en elkaar overlappende spraaksegmenten, die vervolgens uit elkaar of juist naar elkaar toe worden gedreven, al naargelang men de toonhoogte wil verhogen of verlagen. De duur van de resulterende golfvorm is precies gelijk aan die van de oorspronkelijke golfvorm. Het omgekeerde - dus dat de duur van het spraaksignaal wordt beïnvloed terwijl de toonhoogte hetzelfde blijft - kan echter ook.